# Edder Delgado
Edder Gerardo Delgado Zerón (San Manuel, Cortés, Honduras; 20 de noviembre de 1986) es un futbolista hondureño. Juega en la demarcación de mediocampista en el Real Sociedad de la Liga Nacional de Honduras.

## Biografía
Edder Delgado es originario del Municipio de San Manuel, a unos kilómetros de San Pedro Sula, en el Departamento de Cortés. Es el quinto hijo de su familia, y sus padres son Jorge Delgado y Elsa Zerón. Su hermano Juan también es futbolista y juega en el Fútbol Club Motagua.
Se formó en las reservas del Real Club Deportivo España donde ha realizado toda su carrera profesional. Debutó con el equipo de primera división en septiembre de 2007 y en el Apertura 2010 ganó su primer título con el club, cuando su equipo derrotó en la final al Club Deportivo Olimpia. Durante su paso por Real España, Delgado ha participado en varios torneos de Concacaf Liga Campeones y Liga Nacional de Honduras. Desde la llegada del entrenador Hernán Medford en 2013, Delgado se convirtió en una de las principales figuras del equipo, lo cual lo ha llevado a ser uno de los capitanes del equipo.
En el Apertura 2013, Delgado fue nuevamente campeón de la Liga Nacional de Honduras, tras vencer en la final a la Real Sociedad de Tocoa.
El 22 de abril de 2017 jugó su partido número 300 jugando con en Real España contra el Honduras Progreso, recibió una placa de parte de su equipo.
El 13 de septiembre de 2023 jugó su partido número 512 jugando contra el Real España, convirtiéndose así en el futbolista con más partidos jugados en la historia de la Liga Nacional de Honduras, recibió un premio de parte de la Real Sociedad.

## Selección nacional
Edder Delgado ha sido internacional con Honduras desde su debut en 2011. En el año 2008 Reinaldo Rueda lo incluyó en la convocatoria de 23 jugadores que representaron a Honduras en los Juegos Olímpicos de Pekín 2008. 
Debutó con la selección absoluta de Honduras el 29 de mayo de 2011, en un juego amistoso frente a El Salvador. El mismo finalizó con un empate a dos goles. En ese mismo año fue convocado por Luis Fernando Suárez para la Copa de Oro 2011, debutando el 6 de junio en el empate 0-0 ante Guatemala. 
Debutó en las Clasificatorias para Brasil 2014 el 8 de junio de 2012, en la derrota 0-2 ante Panamá en San Pedro Sula. En 2013 fue nuevamente convocado a la selección nacional para disputar la Copa de Oro de ese año.
El 2 de junio de 2014, tras la lesión de Arnold Peralta se anunció que Delgado había sido convocado entre los 23 jugadores que disputarán la Copa Mundial de Fútbol de 2014 en Brasil con Honduras.

### Participaciones en Juegos Olímpicos
| Juegos Olímpicos               | Sede  | Resultado    |
| ------------------------------ | ----- | ------------ |
| Juegos Olímpicos de Pekín 2008 | China | Primera fase |

### Participaciones en Copa Oro
| Copa Oro      | Sede           | Resultado    |
| ------------- | -------------- | ------------ |
| Copa Oro 2011 | Estados Unidos | Cuarto lugar |
| Copa Oro 2013 | Estados Unidos | Cuarto lugar |

### Participaciones en Eliminatorias Mundialistas
| Eliminatoria                               | Sede   | Resultado | PJ | Goles |
| ------------------------------------------ | ------ | --------- | -- | ----- |
| Clasificación para la Copa Mundial de 2014 | Brasil | 3° lugar  | 2  | 0     |

### Participaciones en Copas del Mundo
| Mundial                        | Sede   | Resultado    |
| ------------------------------ | ------ | ------------ |
| Copa Mundial de Fútbol de 2014 | Brasil | Primera fase |

### Participaciones en Copa Centroamericana
| Copa Centroamericana      | Sede           | Resultado    |
| ------------------------- | -------------- | ------------ |
| Copa Centroamericana 2014 | Estados Unidos | Quinto lugar |

## Clubes
| Club              | País     | Año             | PJ  | Goles |
| ----------------- | -------- | --------------- | --- | ----- |
| Real España       | Honduras | 2007 - 2019     | 352 | 35    |
| Honduras Progreso | Honduras | 2019 - 2021     | 27  | 2     |
| Real de Minas     | Honduras | 2021 - 2022     | 11  | 2     |
| Real Sociedad     | Honduras | 2022 - Presente | 105 | 14    |

## Palmarés

### Campeonatos nacionales
| Título                    | Club        | País     | Año           |
| ------------------------- | ----------- | -------- | ------------- |
| Liga Nacional de Honduras | Real España | Honduras | Apertura 2010 |
| Liga Nacional de Honduras | Real España | Honduras | Apertura 2013 |